# Охрана насекомых
Охра́на насекомых — комплекс мер по сохранению видового разнообразия насекомых.

## Охрана насекомых в СССР и России
Вопрос об охране редких беспозвоночных животных в целом, и насекомых в частности, на общегосударственных уровнях в мировом масштабе стал подниматься сравнительно недавно.
После Октябрьской революции 1917 года, несмотря на всеобщее развитие энтомологии, охрана насекомых на территории стран тогдашнего СССР, в состав которого входила и Россия, долгое время оставалась на месте, в то время, как активное развитие сельского хозяйства и промышленности вело к интенсивному уничтожению естественных биотопов. Именно поэтому насекомые не были включены в первое издание Красной книги СССР, вышедшей в 1978 году. Во второе же издание Красной книги, увидевшее свет в 1984 году были включены 202 вида насекомых. Включению насекомых в «Красную книгу» предшествовала большая работа по выработке единых критериев и обсуждению предварительных списков видов.
В сентябре 1982 года было принято постановление Совета Министров РСФСР «Об учреждении Красной книги РСФСР». В 1983 году была издана Красная книга РСФСР, включавшая 34 вида насекомых. Именно она стала основой Красной книги Российской Федерации, которая ведётся на основании постановления Правительства РФ «О Красной книге Российской Федерации» № 158 от 19 февраля 1996 года. Однако, подготовка издания Красной Книги Российской Федерации затянулась и она была издана только лишь в 2001 году.

## Охрана насекомых в мире
Рекомендации Международного Союза Охраны Природы (МСОП) – International Union for the Conservation of Nature (IUNC) – побуждают правительства стран мира разрабатывать национальные природоохранные законодательства таким образом, что первичной угрозой для насекомых считается уничтожение их природной среды обитания; расширять существующие международные соглашения таким образом, чтобы они были более подходящими для охраны насекомых, и особенно их местообитаний; продвигать планы восстановления популяций тех видов, которые уже отмечены в национальном законодательстве стран и международных соглашениях.

## Микрозаповедники для насекомых
Инициатором создания микрозаповедников для насекомых на территории бывшего СССР выступил энтомолог В. С. Гребенников. Благодаря его усилиям в 1971 году в совхозе «Лесное» Омской области был создан заказник, затем превращенный в заповедник. В 1973 году в селе Рамонь Воронежской области появился второй микрозаповедник, третий был создан Гребенниковым в 1976 году вблизи Байкала. На начало 1990-х такие микрозаповедники для насекомых были в Центральном Черноземье и в Сибири, в Закавказье и в Поволжье. Их площадь невелика и составляет от 6,5 га до 5 соток. Микрозаповедники для насекомых созданы в Англии, США, Прибалтике, Германии, Франции, Украине.